# ウルズラ・バグダザルヤンツ
ウルズラ・バグダザルヤンツ（Ursula Bagdasarjanz, 1934年6月30日ヴィンタートゥール - ）は、スイスのヴァイオリン奏者。

## 経歴
ヴィンタートゥールの生まれ。ヴァイオリニストだった母親より幼少期からヴァイオリンを学ぶ。1944年から1953年までアイダ・シュトゥッキに師事し、1953年から1956年までパリ音楽院でマルセル・レイナルのクラスで学んだ。パリ音楽院をプルミエ・プリを得て卒業した後、1956年から翌年にかけてシャーンドル・ヴェーグの下で研鑽を積んだ。また、パリでジョセフ・カルヴェ、ベルンでマックス・ロスタルの各氏のマスター・クラスを受講している。パリ音楽院在学中にはレオポルト・ベラン国際コンクールで優勝している。
ヴェーグの下で研鑽を積んだ頃から演奏活動を始め、フィンランドのトゥルク市管弦楽団や地元スイスのチューリッヒ・トーンハレ管弦楽団の演奏会に度々出演し、次第に国外への演奏活動も行うようになった。スイス内外の放送局への客演も重ね、それらの録音のいくつかは、GalloレーベルからCD化されている。

## リンク
- 公式サイト

## 註
| スタブアイコン | サブスタブ | この項目は、まだ閲覧者の調べものの参照としては役立たない、音楽関係者（バンド等）に関連した書きかけの項目です。この項目を加筆・訂正などしてくださる協力者を求めています（P:音楽/PJ:芸能人）。 |